# Смородина высочайшая
Сморо́дина высоча́йшая (лат. Ribes altissimum) — кустарник, вид растений рода Смородина (Ribes) семейства Крыжовниковые (Grossulariaceae). Народные названия растения — чернокислица, кызырга́н.

## Распространение и экология
Растёт в диком состоянии на горных склонах и каменистых россыпях на Алтае, в Саянах, Забайкалье, а также на севере Монголии.

## Ботаническое описание
Высокий (до 3 метров высотой) листопадный кустарник с красновато-коричневыми голыми или железисто-щетинистыми побегами. Кора отшелушивается длинными полосками.
Листья с тремя (реже пятью) широкотреугольной формы лопастями. Листовая пластинка плотная, голая или железисто-щетинистая, сверху блестящая, тёмно-зелёная, снизу беловатая. Основание листа неглубоко сердцевидное. Черешки листьев красноватые.
Цветёт в июне. Цветки желтоватые с грязно-пурпурными пятнами, собраны по 7—25 штук в кистевидные соцветия длиной до 8 см.
Плоды — чёрные с красноватым оттенком ягоды диаметром 6—7 мм с толстой кожицей, приятного вкуса. Созревают в августе.

## Значение и применение
Плоды смородины высочайшей употребляют в пищу. Представляет интерес для использования в селекции благодаря обильному плодоношению.
Медоносное и пыльценосное растение. Продуктивность мёда при сплошном произрастании 18—36 кг/га.
Осенью хорошо поедается оленем.

## Упоминание в художественной литературе
Этот вид смородины упоминается в рассказе Виктора Астафьева «Медвежья кровь»:

… Где-то там, в завалах камней, растет загадочная ягода кызырган, похожая на красную смородину, но двух она цветов — красная и чёрная, и, когда ешь её, по пальцам сочится красная влага, которая даже мылу не дается, от рубах и совсем не отстирывается, влага эта резкая, кислая, вселяющая в тело силу и уверенность в здоровье. …